# Calvin Palmer
Calvin Ian Palmer (* 21. Oktober 1940 in Skegness; † 12. März 2014 in Brighton) war ein englischer Fußballspieler, der im englischen und südafrikanischen Vereinsfußball aktiv war.

## Sportlicher Werdegang
Palmer wechselte im März 1956 von Skegness Town zu Nottingham Forest in die First Division. Anfangs nur sporadisch eingesetzt, entwickelte er sich unter dem 1960 verpflichteten Trainer Andy Beattie zur Stammkraft und war zeitweise Mannschaftskapitän.
Im September 1963 wechselte Palmer zum Ligakonkurrenten Stoke City, der für ihn eine Ablösesumme in Höhe von 30.000 GBP bezahlte. An der Seite von Spielern wie Dennis Viollet, Peter Dobing, John Ritchie und Jimmy McIlroy stand er mit der von Tony Waddington betreuten Mannschaft 1964 im Endspiel um den League Cup, das erst in einem Wiederholungsspiel zu Gunsten von Leicester City entschieden wurde.
Im Februar 1968 verkaufte Stoke City Palmer für 70.000 GBP an den AFC Sunderland. Sein dortiger Aufenthalt war jedoch von einem Zerwürfnis mit dem Management geprägt, in dessen Folge er nur außerhalb Englands einen neuen Verein fand und 1970 nach Südafrika wechselte. Dort spielte er jeweils kurzzeitig für Cape Town City FC und den Hellenic FC.
1971 verpflichtete der mittlerweile als Trainer arbeitende Dennis Viollet Palmer für Crewe Alexandra, aber auch sein Aufenthalt beim in der Fourth Division auflaufenden Klub währte nur kurz. Anschließend verdingte er sich ebenso kurzzeitig bei Hereford United und spielte daraufhin erneut in Südafrika bei Durban United sowie Berea Park. 
Palmer erlag im Frühjahr 2014 in einem Hospiz einem Krebsleiden, seinen Leichnam stellte er der Forschung zur Verfügung.